# To muscular
El to muscular, també conegut com a tensió muscular residual o to, és la contracció parcial, passiva i contínua dels músculs. Ajuda a mantenir la postura i sol decréixer durant la fase REM del son.
Es refereix a la tensió (contracció parcial) que exhibeixen els músculs quan es troben en estat de repòs, la qual és mantinguda gràcies a l'acció de les unitats motores respectives i gràcies al correcte funcionament del reflex miotàtic.
Hi ha impulsos nerviosos inconscients que mantenen els músculs en un estat de contracció parcial. Si hi ha un sobtat estirada o estirament, el cos respon automàticament augmentant la tensió muscular, un reflex que ajuda tant a protegir-se del perill com a mantenir l'equilibri.
En condicions normals el to muscular és mantingut inconscientment i sense fatiga per mitjà de l'activitat del sistema nerviós, principalment per l'acció dels fusos musculars i del circuit del reflex miotàtic específic, ocorren llavors contraccions parcials i asincròniques de les fibres musculars, d'aquesta forma es manté un to muscular adequat i sense fatiga, ja que les fibres musculars que es contrauen van rotant de manera que no es mantenen contretes de manera permanent sinó que cedeixen la funció a altres en un cicle coherent. D'altra banda el to muscular desapareix si es destrueix alguna part del reflex monosináptico.
Hi ha trastorns físics que poden fer que hi hagi un to muscular anormalment baix (hipotonia) o anormalment alt (hipertonia).
La presència d'una innervació gairebé contínua deixa clar que el to descriu una condició de base. No hi ha, en general, cap estat en repòs en estar l'activació present.
En oftalmologia, el to pot ser una consideració important en la cirurgia ocular, com en la manipulació dels músculs extraoculars per corregir l'estrabisme. Les aberracions de tonicitat estan associades amb moltes malalties oculars (pi, la Síndrome d'Adie).
En qüestions de músculs esquelètics, tant els músculs extensors com els flexors usen el terme "to" per referir-se a l'enervació "en repòs" o normal que manté les posicions dels ossos.
El múscul cardíac i el múscul llis, encara que no estan directament relacionats amb l'esquelet, també tenen to en el sentit que encara que les seves contraccions no estan aparellades amb les dels músculs antagonistes, el seu estat de no contracció es caracteritza per l'enervació, que de vegades resulta aleatòria.